# Comitatul Sweetwater, Wyoming
Comitatul Sweetwater (engleză Sweetwater  County) este unul din cele 23 de comitate ale statului american Wyoming. Sediul comitatului este localitatea Green River.

## Demografie
|  | Graficele sunt indisponibile din cauza unor probleme tehnice. Mai multe informații se găsesc la Phabricator și la wiki-ul MediaWiki. |

Date: Wikidata - grafică realizată de Wikipedia